# Tabora-offensief
Het Tabora-offensief (april–september 1916) was een Anglo-Belgisch offensief in Duits-Oost-Afrika, dat eindigde met de Slag bij Tabora in het noordwesten van Duits-Oost-Afrika (het huidige Tanzania). Het maakte deel uit van de Oost-Afrikaanse Veldtocht tijdens de Eerste Wereldoorlog. De troepen van Belgisch-Congo staken de grens over met Duits-Oost-Afrika en veroverden de havenstad Kigoma en de stad Tabora, de grootste stad in het binnenland van de Duitse kolonie. In augustus lanceerde een kleinere "Lake Force" onder bevel van de Zuid-Afrikaanse brigadegeneraal Crewe een parallelle aanval vanuit Oeganda, eveneens gericht op de inname van Tabora. De voltooiing van het Tabora-offensief leidde ertoe dat een groot deel van het Ruanda-Urundi-gebied onder Belgische militaire bezetting kwam, en gaf de geallieerden de controle over de belangrijke Tanganjikabahn-spoorlijn.

## Preludium
De Duitse kolonie in Oost-Afrika vormde een bedreiging voor het neutrale Belgisch-Congo, maar de Belgische regering hoopte haar neutraliteit in Afrika te behouden. De Force Publique werd daardoor aanvankelijk gedwongen een defensieve strategie te hanteren tot 15 augustus 1914, toen Duitse schepen op het Tanganyikameer de haven van Mokolobu bombardeerden en een week later de post Lukuga (later bekend als Albertstad) aanvielen. Op 24 september 1914 bezetten de Duitsers het eiland Kwijwi en kregen zo de controle over het Kivumeer. Op 23 oktober 1914 zonk het schip Hedwig von Wissmann de Belgische Alexandre Delcommune op het Tanganyikameer, nabij Mtoa. In november van datzelfde jaar enterden en zonken twee Duitse schepen het stoomschip Cecil Rhodes, dat voer op het Tanganyikameer.
Na het Britse offensief in het noordoosten van Duits-Oost-Afrika en de landing bij Tanga in 1914, beschouwde het Duitse opperbevel het westen van de kolonie in 1915 als een belangrijker oorlogsgebied. Generaal Lettow-Vorbeck had drie vitale strategische belangen bij het behoud van controle in het westen: de beheersing van de vaarroutes op het Tanganyikameer, de spoorwegknooppunt bij Kigoma, en de veiligheid van de belangrijkste voedselvoorziening van het leger in de regio Neu Langenburg.

### Controle over het Tanganyikameer
Al in maart 1915 vroeg generaal Charles Tombeur de Belgische regering om een kleine vloot, een onderzeeër en watervliegtuigen. Aanvankelijk weigerde de Belgische minister Jules Renkin dit verzoek, maar in juni boden de Britten hun steun aan de Belgen om het meer weer onder controle te krijgen. HMS Mimi en Toutou — twee Britse motorboten, die naar Zuid-Afrika werden vervoerd en van daaruit per spoor, via de rivier en door het Afrikaanse oerwoud naar het Tanganyikameer werden gesleept — werden eind december 1915 op het meer gelanceerd. Twee zeeslagen vonden plaats tussen elementen van de Royal Navy, de Force Publique en de Kaiserliche Marine. In de eerste actie, op 26 december 1915, werd de Kingani beschadigd en gevangengenomen, waarna ze HMS Fifi werd. In de tweede actie, begin februari 1916, overweldigde de kleine flotilla de Duitse schepen en vernietigde de Hedwig von Wissmann. Het Duitse Keizerrijk behield echter een derde groot en zwaarbewapend schip op het meer, de Graf von Goetzen.
Vanuit het Belgische luchtmachtstation aan de westelijke oever nabij Albertstad stuurde de Force Publique op 10 juni 1916 amfibievliegtuigen — Short Admiralty Type 827 vliegtuigen — voor een bombardementsaanval op de Graf von Goetzen, terwijl het schip in de haven van Kigoma lag. De Graf von Goetzen werd aangevallen door een van de Belgische watervliegtuigen, maar liep geen zware schade op. De oorlog op het meer was op dit punt in een patstelling geraakt. De oorlog op land ging echter verder, grotendeels in het voordeel van de geallieerden, die in juli 1916 de spoorverbinding doorknipten en dreigden Kigoma volledig te isoleren.

## Verovering van Kigoma

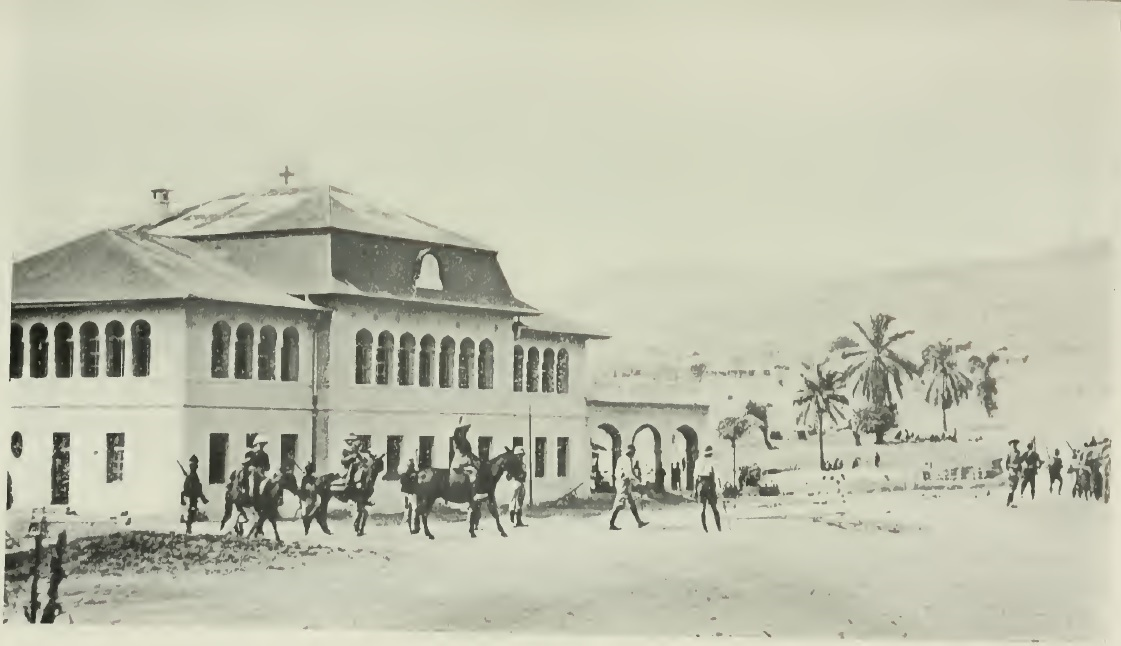
Brigade Sud op het treinstation van Kigoma, augustus 1916.

In april 1916 marcheerden twee kolonnes van de Force Publique op Tabora. De eerste colonne (Brigade Nord), onder bevel van kolonel Molitor, stak de grens van Duits-Oost-Afrika over ten noorden van het Tanganyikameer en bezette Kigali op 6 mei 1916. Na de verovering van Ruanda in mei 1916 door Congolese troepen, trok de brigade door naar Biharamulo op 24 juni. Op 30 juli 1916 bereikte het de oever van het Victoriameer nabij Mwanza, na zware gevechten in de Ussuwi-regio, waaronder een bloedige schermutseling in Kato op 2 juli. St. Michaël viel op 21 augustus 1916.

De tweede colonne (Brigade Sud) bezette Usumbura op 6 juni en Kitega op 16 juni. Begin juli trokken ze van Usumbura naar het zuiden langs de oostelijke oever van het Tanganyikameer. Het Belgische schip Netta voer langs de noordoostkust ter ondersteuning van de landoffensief, wat ertoe leidde dat de kuststeden Rumonge en Nyanza door de Schutztruppe werden verlaten. Op 18 juli werden de versterkingen bij Kigoma gebombardeerd door twee van de Belgische watervliegtuigen, en een petrol depot werd in brand gestoken. Op 19 juli werden luchtfoto's genomen en werden er pamfletten gedropt over de oude stad Ujiji, gedrukt in Swahili, om de lokale bevolking voor te bereiden op de aankomst van de geallieerde troepen. Brigade Sud nam het fort bij Kasulu in op 24 juli. Om te voorkomen dat de Graf von Goetzen in handen van de geallieerden zou vallen, beval generaal Lettow-Vorbeck dat het schip tot zinken moest worden gebracht.

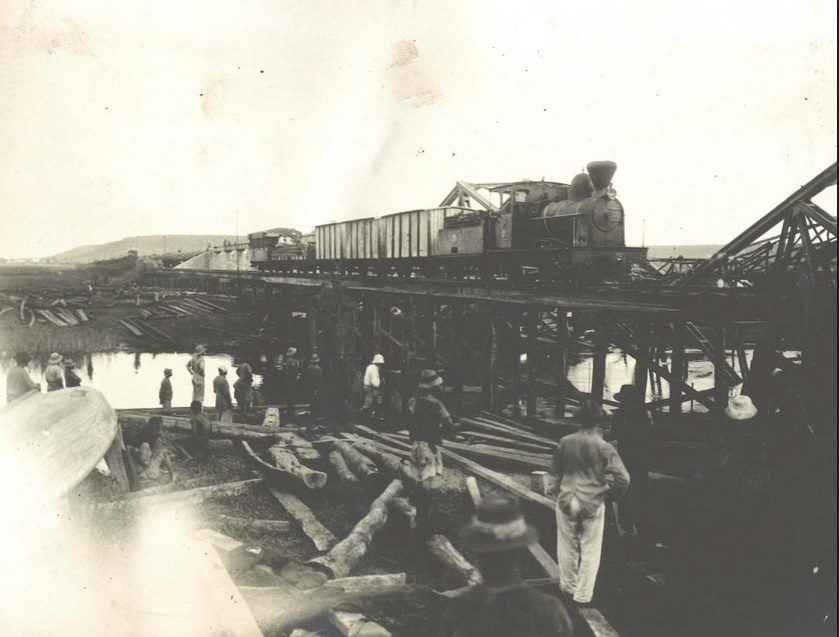
Herstelde brug over de rivier Malagarasi, september 1916.

Op 27 juli 1916 beschiette Netta doelen ten zuiden van Kigoma. Later diezelfde dag hadden de geallieerden een spoorbrug nabij de haven veroverd, terwijl ze vanuit het noorden en oosten oprukten, wat dreigde om Kigoma volledig te isoleren. Dit leidde de Duitse marinecommandant op het meer, Gustav Zimmer, tot de beslissing om zich uit de stad terug te trekken en naar het zuiden te reizen via de spoorlijn en met behulp van de Mwami, een stoomboot die vanuit Dar-es-Salam per trein was gestuurd. Op 28 juli verraste Netta de Duitse boot Wami, terwijl deze troepen en voorraden aan het lossen was. De bemanning van de Wami bracht het schip tot zinken nadat het was ingesloten. Op 29 juli veroverde Brigade Sud de haven van Kigoma, het eindstation van de strategische spoorlijn van Dar-es-Salam via Tabora naar Kigoma, en op 2 augustus was Ujiji onder geallieerd beheer. Na de Duitse terugtrekking van het meer kwam de controle over het oppervlak van het Tanganyikameer in handen van de Britten en Belgen.
Begin augustus 1916 begonnen beide kolonnes hun convergerende marsen naar Tabora. De kleinere Britse macht, onder bevel van de Zuid-Afrikaanse brigadier-generaal Charles Crewe, veroverde Mwanza op 14 juli 1916 en Shinyanga op 28 augustus. Crewe stond in een race met de Belgische troepen om Tabora te bereiken, maar de Britse Lake Force werd vertraagd door ernstige bevoorradingsproblemen.

## Slag bij Tabora

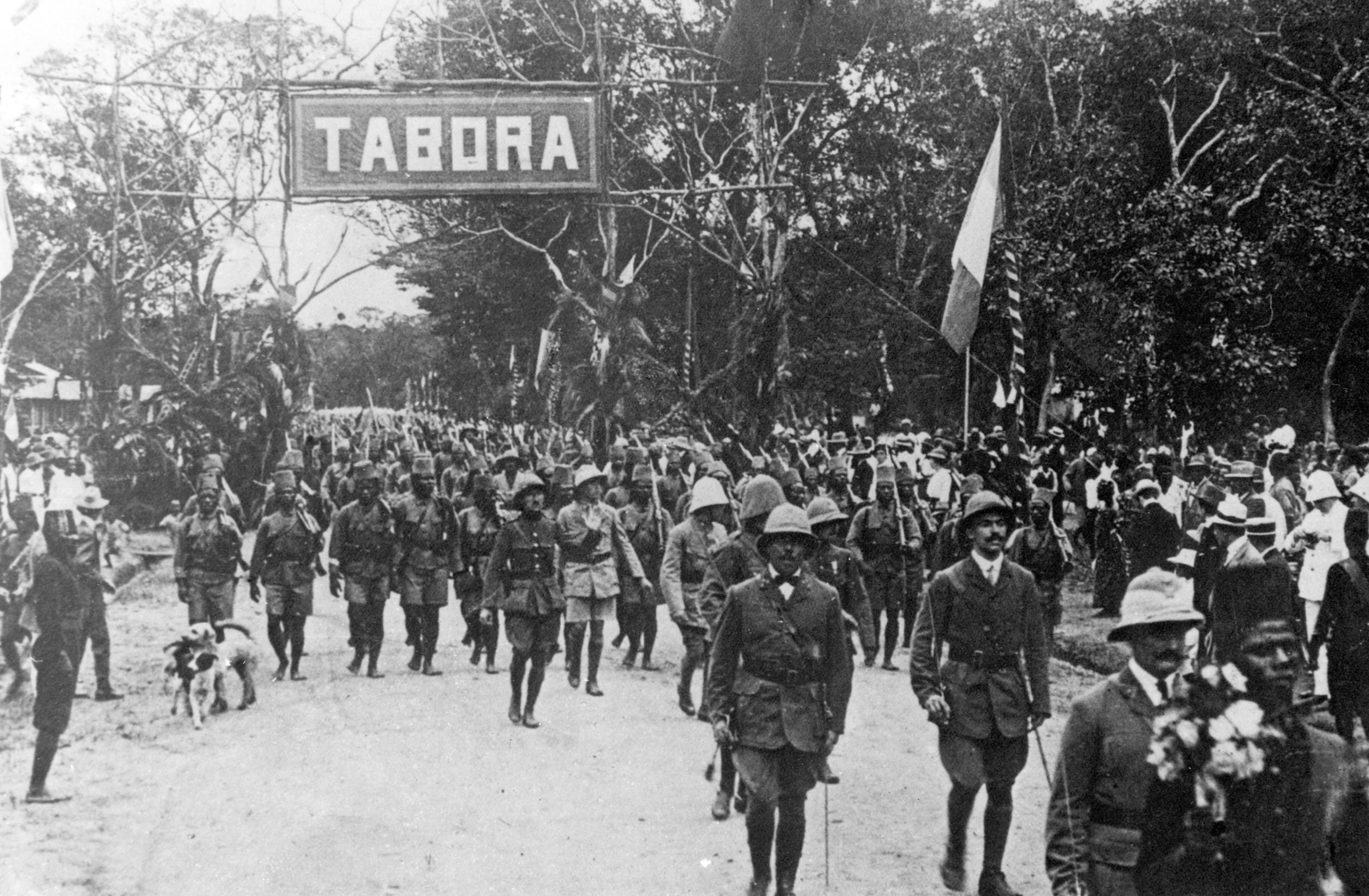
Congolese troepen van de Force Publique na de Slag bij Tabora, 19 september 1916.

De zuidelijke brigade, onder bevel van kolonel Frederik Valdemar Olsen, trok op naar Tabora langs de Tanganyika-spoorlijn (Tanganjikabahn), die de Duitsers hadden vernietigd toen ze zich naar het oosten terugtrokken. Tabora was een open vlakte, omringd door heuvels, die de Duitse generaal-majoor Wahle had gebruikt om zijn verdedigingslinies te bouwen. De zuidelijke brigade nam op 30 augustus 1916 de Duitse spoorwegstation in Usoke in. In reactie daarop stuurde Wahle versterkingen vanuit Tabora naar Usoke per trein.
De Duitse Schutztruppen lanceerden hun tegenaanval op Usoke op 2-3 september, maar deze werd afgeslagen door de Force Publique. Op 7 september lanceerde generaal Wahle een nieuwe tegenaanval op het spoorwegstation van Usoke, waarbij een zeewapen op een van de spoorwegwagons werd gemonteerd. Beide partijen leden zware verliezen, het station werd gebombardeerd, de Force Publique lanceerde een aanval en de Duitsers werden teruggeduwd.
Toen de laatste weerstand in Usoke (ten westen van Tabora) was gebroken, staken de Belgen door naar de Duitse verdedigingslinies van Tabora bij Lulanguru op 8 september. De zuidelijke brigade leidde de offensieve acties de volgende vier dagen en naderde Tabora van het westen. Wahle had zijn belangrijkste posities opgebouwd in Itaga, ten noorden van Tabora. Van 10-12 september stuitte de noordelijke brigade op zware Duitse weerstand in de heuvels van Itaga, waar ze aanzienlijke verliezen leden. Tegen deze tijd was Wahle's strijdmacht gereduceerd tot 1.100 geweren en nam het desertie van zijn askari-soldaten toe. Hij ontbond de marine-eenheid onder zijn bevel en herverdeelde deze soldaten over de veldcompagnieën.
Op 16 september onderschepten de Duitsers een brief van Crewe voor kolonel Molitor (Brigade Nord), waarin stond dat het belangrijkste offensief vanuit het noorden was gepland voor 19 september. Na zware gevechten trok het Duitse leger zich in drie kolommen terug naar het zuidoosten, twee aanvankelijk langs de spoorlijn en één direct naar het zuiden van Tabora naar Sikonge.
De civiele autoriteiten van Tabora gaven zich op 19 september 1916 over aan de troepen van de Force Publique. De Belgen bevrijdden ongeveer 200 geallieerde krijgsgevangenen (voornamelijk Belgen en Britten) en 228 Duitse soldaten werden gevangen genomen. De Force Publique verloor 1.300 soldaten. Op 3 oktober, nadat de geallieerden de controle over de regio van de Afrikaanse Grote Meren hadden gevestigd, werd de Lake Force ontbonden. Wahle's drie kolommen, in afwachting van een geallieerde achtervolging, trokken zich snel terug naar Iringa en Mahenge, in een poging zich weer te verenigen met Lettow. Generaal Wahle bevond zich in onontgonnen en onbewoond terrein, zonder water en voedsel.

## Nasleep

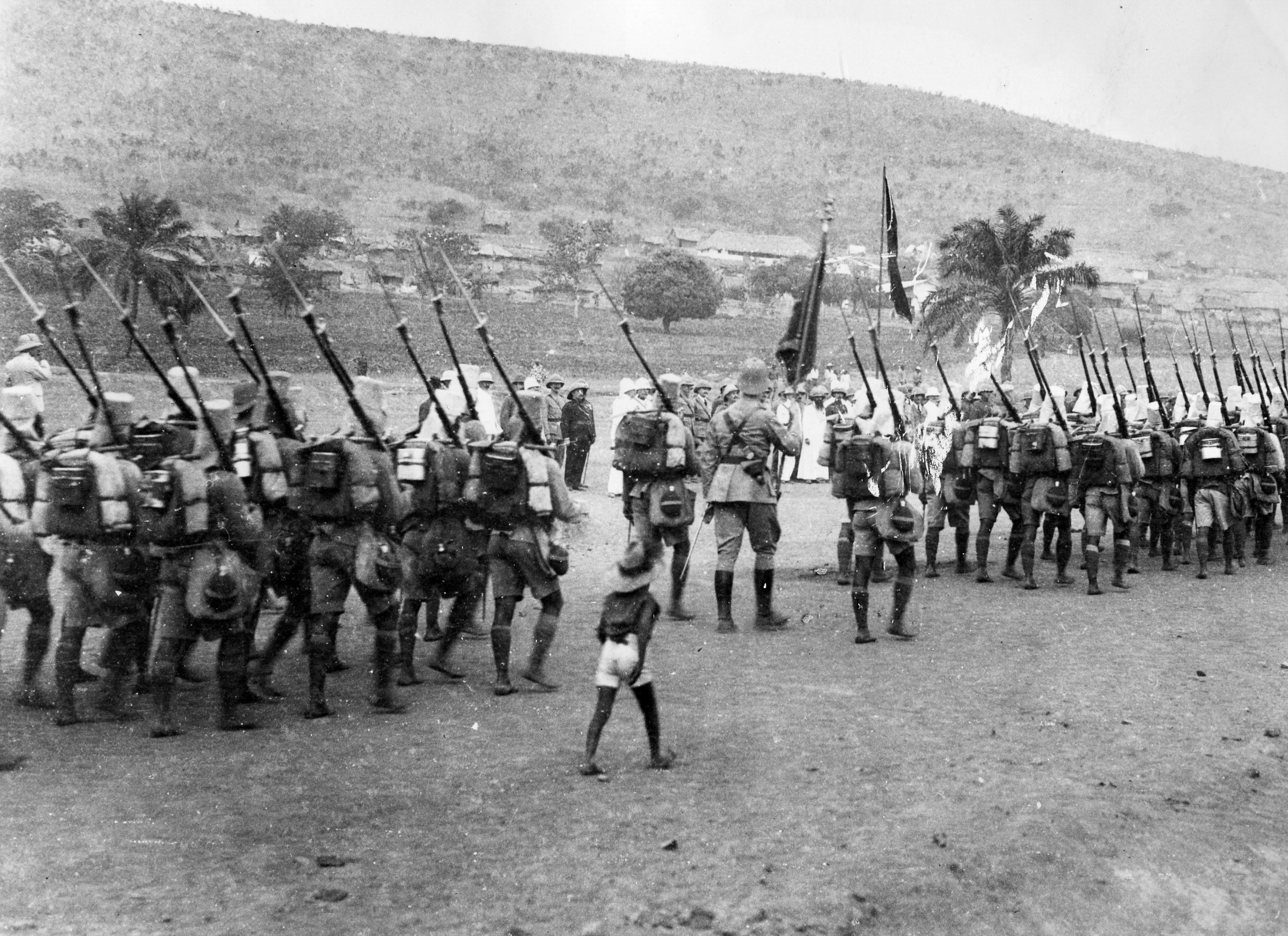
Congolese troepen marcheren door Kilosa ter voorbereiding op het Mahenge-offensief, juli 1917.

Na de Tabora-offensief kwamen de Britse en Belgische regeringen op 19 januari 1917 overeen dat de Belgen het grootste deel van hun troepen zouden terugtrekken naar Rwanda en Urundi, 2.000 soldaten zouden achterblijven om de bezette gebieden te beveiligen, zoals voorgesteld door generaal Smuts, en hun militaire campagne in Duits Oost-Afrika zouden beëindigen. Op 25 februari 1917 werd de controle over Tabora aan de Britten overgedragen.
Vanwege de aanhoudende Duitse weerstand en hun groeiende ervaring in guerrillaoorlogvoering werden de troepen van de Force Publique in juli 1917 naar de regio Dodoma-Kilosa verplaatst, op verzoek van de Britse regering, en marcheerden ze in september 1917 naar Mahenge. Na het Mahenge-offensief en de verovering van Mahenge in oktober 1917 had het Congolese leger ongeveer een derde van Duits-Oost-Afrika onder controle. Aan het einde van 1917 werden delen van de eenheden die Mahenge veroverden, naar de centrale spoorlijn gestuurd voor herplaatsing naar Kilwa en Lindi.

### Militaire analyse
De strategie van de Duitse strijdkrachten, onder leiding van generaal-majoor Paul von Lettow-Vorbeck, was om de geallieerde middelen van het westfront naar Afrika te leiden. Zijn strategie behaalde echter slechts gemengde resultaten na 1916, toen de geallieerde troepen werden versterkt door Zuid-Afrikanen, de Congolese Force Publique en Portugese koloniale troepen. De campagne in Afrika verbruikte aanzienlijke hoeveelheden geld en oorlogsmateriaal die naar andere fronten hadden kunnen gaan.
Lettow-Vorbeck keerde begin maart 1919 terug naar Duitsland, waar hij werd onthaald als een held. Hij leidde 120 officieren van de Schutztruppe tijdens een overwinningsparade door de Brandenburger Tor, die ter ere van hen was versierd. Het belangrijkste doel van de Belgische regering was de verdediging van Belgisch-Congo en de controle over het Tanganyikameer. Charles Tombeur werd voor zijn diensten in de Eerste Wereldoorlog benoemd tot baron. Jan Smuts werd in 1919 premier van Zuid-Afrika en Zuid-Afrika kreeg het mandaat over Duits-Zuidwest-Afrika (later Namibië) in de vorm van een Klasse C-mandaat.

### Internationale politiek
Het Tabora-offensief vergrootte de onderhandelingsmacht van de Belgische regering in ballingschap en zou de herstelling van België na de oorlog garanderen. Tijdens de onderhandelingen na de oorlog op de Vredesconferentie van Parijs probeerde de Belgische koloniale minister, Jules Renkin, territoriale winst in Duits-Oost-Afrika te ruilen voor de Portugese allocatie in Noord-Angola, om Belgisch-Congo een langere kustlijn te geven.
Na de oorlog, zoals uiteengezet in het Verdrag van Versailles, werd Duitsland uiteindelijk gedwongen "de controle" over Duits-Oost-Afrika af te staan aan de geallieerde mogendheden. Behalve Ruanda-Urundi (toegewezen aan België) en het kleine Kiongadriehoekje (toegewezen aan Portugees Mozambique), werd het gebied overgedragen aan de Britse controle. Tanganyika werd door de Britten als naam aangenomen voor hun deel van de voormalige Duitse kolonie in Oost-Afrika.

### Algemene bibliografie
- (en) World War I: The Definitive Encyclopedia and Document Collection, 2nd. ABC-CLIO, Santa Barbara, CA (2014). ISBN 978-1-85109-964-1.
- (fr) Sonck, J. P. (juni 1996). 1916: l'escadrille belge du Tanganika. Avions: Toute l'aéronautique et son histoire (39): 16–21. ISSN: 1243-8650.
- (en) Strachan, Hew (20012001). The First World War: To Arms. Oxford University Press, New York. ISBN 978-0-19-926191-8.
- (en)  Strachan, Hew (20042004). The First World War in Africa. Oxford University Press, Oxford. ISBN 978-0-19-925728-7.
- (en) Paice, E. (20092008). Tip and Run: The Untold Tragedy of the Great War in Africa, Phoenix. Weidenfeld & Nicolson, London. ISBN 978-0-7538-2349-1.

## Verder lezen
- (fr)  Daye, Pierre (1918). Avec les vainqueurs de Tabora: notes d'un colonial belge en Afrique Orientale Allemande. Perrin, Paris.
- (fr) Delpierre, Georges (2002). Tabora 1916: de la symbolique d'une victoire. Belgisch Tijdschrift voor Nieuwste Geschiedenis 3-4: 351–81.
- (fr) Various (1929). Les campagnes coloniales belges, 1914-1918. II: La campagne de Tabora. Service historique de l'Armée, Brussels.

Veldtocht in Kameroen ·
Oost-Afrikaanse Veldtocht ·
Strijd om het Tanganyikameer ·
Tabora-offensief ·
Verovering van Kigoma ·
Slag bij Tabora ·
Mahenge-offensief · 
Ruanda-Urundi